# Begonia solimutata
Espèce
Synonymes
- Begonia soli-mutata (préféré par NCBI)[2]

Begonia solimutata, autrefois soli-mutata, est une espèce de plantes de la famille des Begoniaceae. Ce bégonia est originaire du Brésil. L'espèce a été décrite en 1990 par Lyman Bradford Smith (1904-1997) et Dieter Carl Wasshausen (1938-…). L'épithète spécifique solimutata signifie « qui mute au soleil », en référence au feuillage dont la couleur des parties vert foncé vire au brun sombre en quelques minutes, s'il est exposé au soleil.

## Description

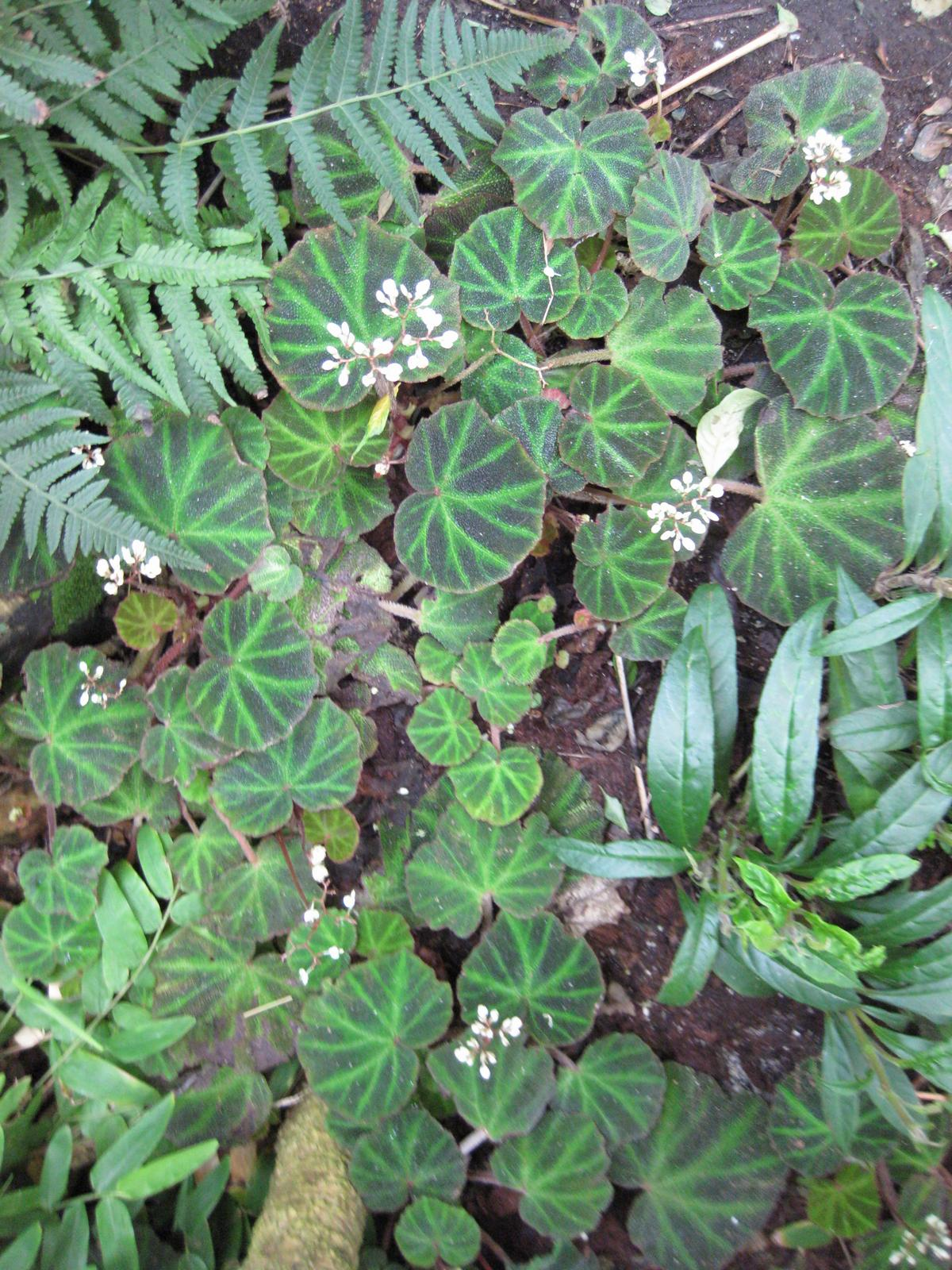
Vue d'ensemble de la plante
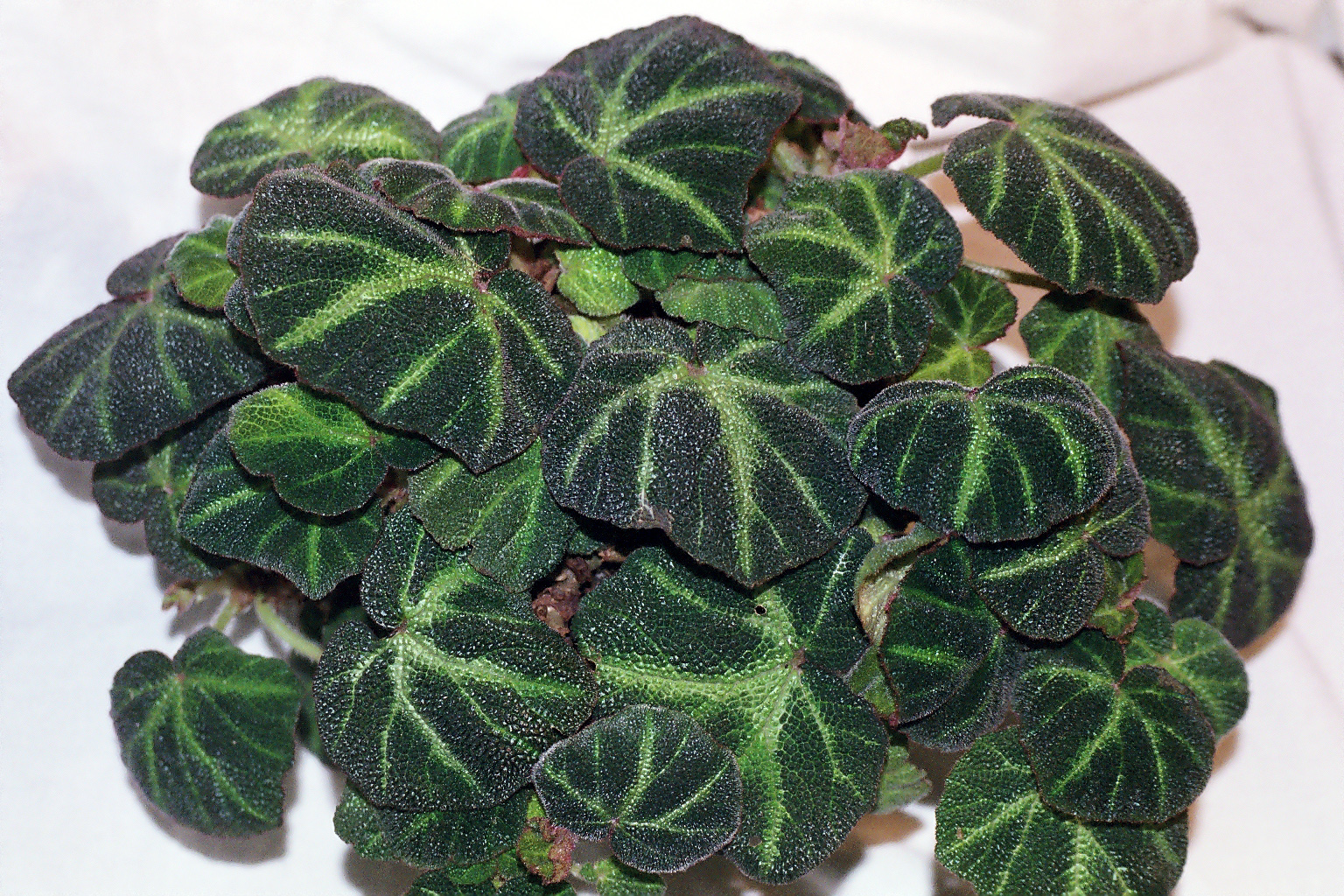
Plante en pot
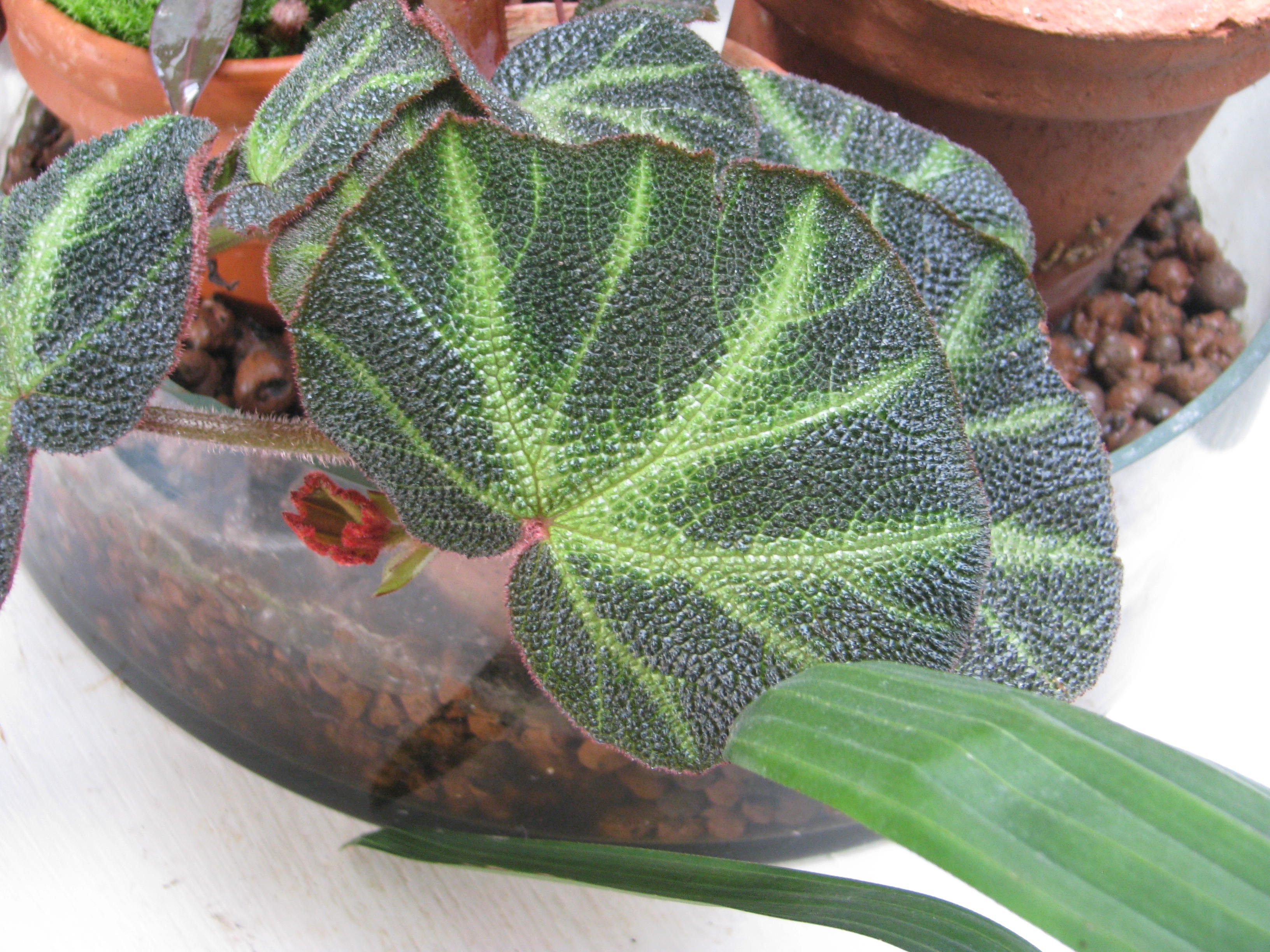
Feuille
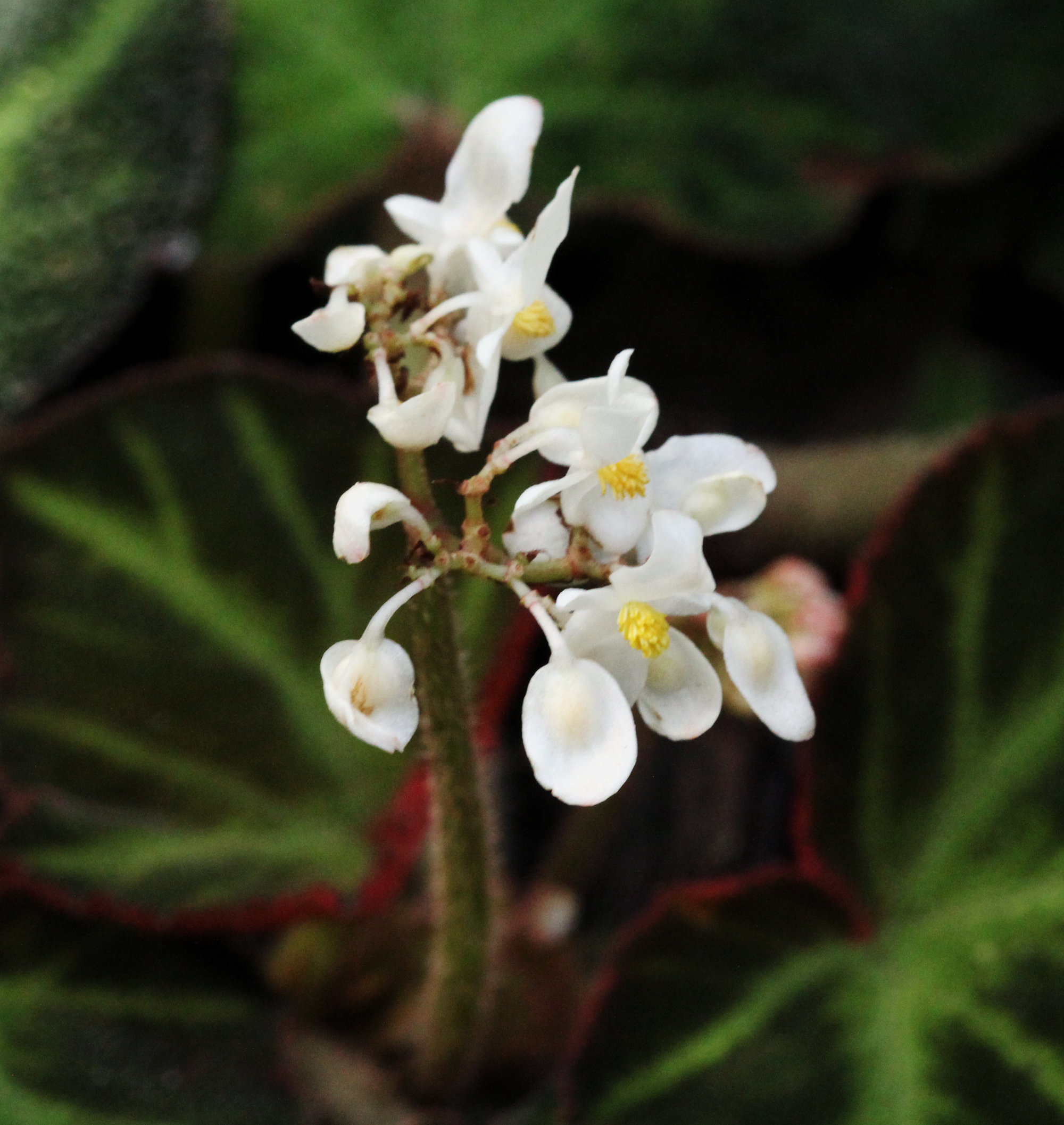
Inflorescence

## Répartition géographique
Cette espèce est originaire du pays suivant : Brésil.